# Joseph Gérard (prêtre)
Jean Joseph Gérard OMI, né le 12 mars 1831 à Bouxières-aux-Chênes et mort le 29 mai 1914 à Roma au Batusoland est un missionnaire français de la congrégation des oblats de Marie-Immaculée qui fut apôtre au Batusoland (actuel Lesotho) en Afrique australe. Il a été déclaré bienheureux par Jean-Paul II, le 15 septembre 1988.

## Biographie
Il naît dans une famille paysanne pieuse et poursuit ses études chez les oblats de Marie-Immaculée puis au petit séminaire de Pont-à-Mousson. Il rejoint les oblats le 9 mai 1851 et entre au noviciat de Notre-Dame-de-l'Osier. Il est à Marseille en 1852. Il prononce ses vœux perpétuels en mai 1852 et embarque pour l'Afrique du Sud. Il apprend les langues des Zoulous et des Sesothos. Il ne retournera jamais en France.
Il est ordonné prêtre le 19 février 1854 à Pietermaritzburg. Il s'installe en 1862 au Batusoland. Il rédige un catéchisme, une histoire biblique et d'autres ouvrages en langues locales et consacre sa vie à l'évangélisation des populations locales.
Il meurt en 1914 dans la colonie catholique de Roma. Il est déclaré bienheureux par Jean-Paul II en 1988. Sa fête est le 29 mai.